# Lanestosa
Lanestosa és un municipi de la província de Biscaia, País Basc, pertanyent a la comarca d'Encartaciones. Està situat en una estreta vall dominat per fonts pendents que descendeix dels cims de La Mortera i Peña del Moro, i banyada pel riu Calera, a una altitud mitjana de 289 metres sobre el nivell del mar. Limita amb el municipi de Karrantza i el càntabre de Soba. La seva patrona és la Mare de Déu de la Neu, que se celebra el 5 d'agost. En aquesta festa s'efectua una dansa en honor de la Verge que s'anomena els dantzantes.

## Topònim
Fins a mitjans del segle xix el nom de la població s'escrivia habitualment com La Nestosa. Així figura per exemple esmentat en el llibre Vergara dels Episodis Nacionals; o oficialment en els censos de 1842 i 1860. En el cens de 1857 figura oficialment com Nestosa. Amb posterioritat es va fer més habitual la forma Lanestosa, i així ha arribat fins als nostres dies. El gentilici dels habitants de Lanestosa és nestosà i nestosana. Els filòlegs creuen que Lanestosa és un fitònim (topònim relacionat amb la vegetació). L'origen del topònim caldria buscar-lo en la paraula del llatí vulgar genesta, que és un arbust més conegut actualment com a ginesta.
El significat etimològic del nom seria la (vila o llogaret) ginestosa (la vila o llogaret amb abundant ginesta). L'evolució fonètica del nom hauria estat aquesta: Genestosa (pronunciat yenestosa) → Enestosa→Nestosa; sempre amb l'article la per davant. L'origen romànic del topònim s'explica perquè en l'extrem més occidental de Biscaia, (Encartaciones), el castellà ha estat l'idioma comú de la població des de temps molt antics, al contrari que la resta de Biscaia on l'idioma comú era l'euskera. Per aquest mateix fet la població mancava d'un topònim tradicional en basc. En 1979 Euskaltzaindia va proposar com nom en basc de la vila (a més del mateix nom Lanestosa) Isasti, topònim menor existent en altres parts del País Basc i que té també el significat etimològic de retamal. No obstant això aquest nom no ha tingut massa acetapción i això unit al seu caràcter artificial, va fer que la mateixa Euskaltzaindia el retirés en una posterior actualització del nomenclàtor de localitats vizcaínas que es va publicar en 2007. Lanestosa ha d'utilitzar-se també com nom en basc de la vila.

## Història
Lanestosa va rebre el títol de Vila el 6 de juny de 1287, de mans del Senyor de Biscaia, D. Lope Díaz III de Haro, un privilegi que responia a l'interès de reglamentar les vies naturals de penetració des de Castella al mar, a través del port dels Torns. Quan Díaz d'Haro funda aquesta vila, pretén consolidar una població estable a la vora d'un camí transitat des de molt antic i aliè pròpiament al Senyoriu: el qual uneix les muntanyes de Burgos amb el Cantàbric.
Actualment és un poble amb 266 habitants durant tot l'any, però a l'estiu es dupliquen les quantitats, ja que molta gent hi va per les seves originals tradicions.

## Etnografia
Encara que pertanyent des de fa vuit segles a Biscaia, és una localitat netament càntabra si observem la seva arquitectura. Lingüísticament es parla el castellà, i fins a no fa molt es parlava amb la "o" (jatu, perru, pueblu, etc.). Les dues festes més importants de celebren el 5 d'agost (Nostra Senyora de les Neus) i el 16 d'agost (Sant Roc).
Per la festa major de la Mare de Déu de les Neus, es balla la Danza de Lanestosa. Els danzantes són nens i joves de 6 a 25 anys que fan un ball vestits amb indumentària tradicional basca (pantalons i samarreta blanca, faixa blanca a la cintura i un mocador vermell lligat al coll). Els dansaires salten de peus en punta, entrellaçant unes vares d'avellaner folrades de paper de diferents colors. Aquestes vares d'avellaner són preparades pels mateixos danzantes el dia abans, utilitzant un engrut elaborat amb aigua i farina que enganxa a les vares els papers de ceba preparats prèviament per altres nens amb colors alternats. La dansa, que té lloc cada 5 d'agost, es balla en un petit recorregut pel poble que finalitza a la plaça principal.

## Corporació municipal
Eleccions Municipals 2007
| Alcalde | Felipe Ranero Herrero           | PNV                 |
| Regidor | Francisco Izquierdo Crespo      | PNV                 |
| Regidor | Andrés Edesa Velarde            | PNV                 |
| Regidor | Pedro Manuel Gutiérrez Martínez | PNV                 |
| Regidor | Jon Mikel Latatu Migoya         | PNV                 |
| Regidor | Jose Miguel Barreras Crespo     | PSE-EE (PSOE)       |
| Regidor | Jose Emilio Guerra Carnicero    | Ezker Batua-Berdeak |